# История Арагона
Территория современного Автономного Общества Арагона исторически характеризовалась своим местонахождением на точке пересечения, занимая северо-восточные территории Пиренейского полуострова, который служил мостом между средиземноморским побережьем, полуостровным центром и берегами Кантабрийского моря.

Месторасположение Арагоны в Испании

В IX веке небольшая территория, расположенная между долинами Канфранк и Эчо, находясь под эгидой Королевства Памплона будет называться рекой Арагона, которая впервые была упомянута в письменных источниках в 828 году и тем самым заложила историю Арагоны. С течением времени, на протяжении веков Арагона расширит свои границы, станет Графством, затем Королевством, определив территориальные границы, которые до сих пор сохранились.

## Первобытнообщинный строй
Самые древние свидетельства о человеческой жизни на территориях современной Арагоны уходят корнями к ледниковому периоду, в эпоху Плейстоцена, 600 тыс.лет назад. С приходом последней ледниковой эпохи появился новый вид человека — Неандерталец. Эпоху среднего палеолита охватывает культура Мустье. В Арагоне существуют три пещеры с находками, предположительно относящиеся к эпохе Мустье: Эудовигес Алакон в Теруэле, Фуэнте де Тручо в Колунго и пещера Морос в Уэске.
В Нижнем Арагоне эпипалеолитический период охватывал 7-5 тыс. до н. э. Среди мест обитания выделялись окружности рек Матаранья и Альгас, которые расположены в провинции Теруэль или Сарагосе. Малые группы людей, проживающие здесь занимались охотой и собирательством.
В первой половине 5 тыс. до н. э. образ жизни первобытных людей стал меняться от потребительской к производительской. Найденные остатки ручных мельниц, сделанных из твёрдой камни свидетельствуют о существовании хозяйственных работ. В Нижнем Арагоне были найдены неолитические останки. Эпоха энеолита характеризуется двумя явлениями: укрепление мегалитических сооружений и расширение культуры колоколообразных посуд.
Датируемая XVI—XV веками до н. э. пещера Моро-де-Ольвена, где были найдены 11 костяных наконечников стрел считается лучшим образцом позднего бронзового века.

## Романизация
Римляне быстро дошли до арагонских земель и без труда прошли дальше.
Во II веке до н. э. при территориальном распределении территория Арагона вошла в состав Ближней Испании.